# Dave Lambert
Dave Lambert (Hounslow, Middlesex, 8 de marzo de 1949) es un cantautor y músico inglés. Fue miembro de Str.970.

## Carrera profesional
Lambert nació en Hounslow, en el condado de Middlesex. Fue miembro de varias bandas durante la década de 1960, incluidas: The Syndicate, The Chains, Friday's Chyld y Fire. En 1972 se unió a King-Earl Boogie Band, un grupo formado por dos exmiembros de Mungo Jerry. Acababan de despedir a Ray Dorset de esta última banda con la intención de reemplazarlo por Lambert en guitarra y voz, hasta que la gerencia y la compañía discográfica readmitieron a Dorset. El álbum debut de King-Earl Boogie Band fue producido por Dave Cousins, un movimiento que llevó a Lambert a tocar en el álbum en solitario de Cousins, Two Weeks Last Summer (1972).
En ese mismo año, Lambert se unió a Cousins en Strawbs como guitarrista y cantante — reemplazando a Tony Hooper— para el álbum Bursting at the Seams (1973). Dicho disco alcanzó el número dos en el Gráfico de Álbumes del Reino Unido. Éste incluye la canción de Lambert «The Winter and the Summer».
En la década de los 70, en el año 1978 se separa de Dave Cousins, trabajó como compositor en asociación con Chas Cronk. Grabó como artista en solitario y ocupó su tiempo trabajando como instructor de esquí. Volvió a unirse a Strawbs en la década de 80’s. Recientemente en el 2006 formó parte de la esporádica gira de Fire.

## Discografía

### Álbumes

#### Fire
- The Magic Shoemaker (1970)
- Underground and Overhead (1997)

#### King-Earl Boogie Band
- Trouble at Mill (1972)

#### Strawbs
- Bursting at the Seams (1973)
- Hero and Heroine (1974)
- Ghosts (1974)
- Nomadness (1975)
- Deep Cuts (1976)
- Burning for You (1977)
- Deadlines (1978)
- Heartbreak Hill (1978)
- Halcyon Days (1997) (recopilación)
- Concert Classics (1999) (Live BBC "Sight and Sound" interpretación de 1977)
- The Complete Strawbs (2000) (concierto de 30 aniversario en Chiswick House)
- The Collection (2002) (recopilación)
- Tears and Pavan – An Introduction to Strawbs (2002) (recopilación)
- 20th Century Masters: The Millennium Collection: The Best of Strawbs (2003) (recopilación)
- Blue Angel (2003) (incluye canciones regrabadas de Two Weeks Last Summer y Bursting at the Seams)
- Déjà Fou (2004)
- Strawbs Live at Nearfest 2004 (2005)
- A Taste of Strawbs (2006) (caja de 4 CDs, grabaciones de 1967–2006)
- Strawbs NY '75 (2007) (live recording of a 1975 show)
- Lay Down with the Strawbs (2008) (doble CD directo grabado en The Robin in Bilston 5, marzo de 2006)
- The Broken Hearted Bride (2008) (con la línea Hero and Heroine)
- Dancing to the Devil's Beat (2009) (nueva línea con Oliver Wakeman al teclado)

#### Strawbs acústicos
- Baroque & Roll (2001)
- Full Bloom (2005) (directo)
- Painted Sky (2005) (directo)

#### Solo
- Framed (1978)
- Work in Progress (2004)

#### Lambert Cronk
- Touch the Earth (2007)

### Individual
A menos que se indique lo contrario, los detalles son de los sencillos lanzados en el Reino Unido.

#### Fire
- "Father's Name is Dad"/"Treacle Toffee World" (1968)
- "Round the Gum Tree"/"Toothie Ruthie" (1968)

#### King-Earl Boogie Band
- "Plastic Jesus"/"If the Lord Don't Get You" (1972)
- "Starlight"/"Goin' to German" (1972)

#### Strawbs
- "Lay Down"/"Backside" (1972)
- "Part of the Union"/"Will You Go" (1973)
- "Shine on Silver Sun"/"And Wherefore" (1973)
- "Hero and Heroine"/"Why" (1974)
- "Hold on to Me (The Winter Long)"/"Where do You Go" (1974)
- "Round and Round"/"Heroine's Theme" (1974) (solo EEUU e Italia)
- "Grace Darling"/"Changes Arranges" (1974)
- "Angel Wine"/"Grace Darling" (1975) (Japan only)
- "Lemon Pie"/"Don't Try to Change Me" (1975)
- "Little Sleepy" (1975) (US and Portugal only)
- "I Only Want My Love to Grow in You"/"Wasting My Time (Thinking of You)" (1976)
- "So Close and Yet So Far Away"/"The Soldier's Tale" (1976) (US only)
- "Charmer"/"Beside the Rio Grande" (1976)
- "Back in the Old Routine"/"Burning for You" (1977)
- "Keep on Trying"/"Simple Visions" (1977)
- "Heartbreaker" (1977) (US and South Africa only)
- "Joey and Me"/"Deadly Nightshade" (1978)
- "New Beginnings"/"Words of Wisdom" (1978)
- "I Don't Want to Talk About It"/"The Last Resort" (1978) (US only)

#### Solo
- "Take a Little Bit of My Life" (1979)